# Ribeira dos Mochos
A ribeira dos Mochos é um curso de água de pequena extensão com a sua nascente a norte de Birre, onde está encanada no seu primeiro troço. Em secções posteriores, as suas margens encontram-se artificializadas por muros de betão, e a sul da rua das Cerejeiras, retoma um leito natural ao atravessar os viveiros da Câmara Municipal de Cascais. Antes de atravessar o Hipódromo Manuel Possolo, corre encanada, voltando novamente a emergir para atravessar o Parque Marechal Carmona e desaguar na Praia de Santa Marta. A ribeira possui estrangulamentos em Birre e imediatamente antes da sua foz, que contribuem para o risco de cheias.